# Jakušidži
Jakušidži (japonsky 薬師寺) je buddhistický chrám v prefektuře Nara, ve čtvrti Nišinokjóčó města Nara, Japonsko. Společně s chrámem Kófukudži slouží jako ústředí sekty Hossó. Je počítán mezi sedm velkých narských chrámů (南都七大寺, Nanto šičidaidži). Hlavním objektem uctívání je Jakuši Njorai (薬師如来), Buddha léčitel. Zakladateli chrámu byli císař Temmu a mniši Dóšó a Gien.
Chrám byl založen v roce 680 ve městě Fudžiwara-kjó, a když bylo hlavní město v roce 710 přeloženo do Nary, Jakušidži se přestěhoval také.
V roce 1998 byl chrám Jakušidži, spolu s několika dalšími památkami v Naře, zapsán na Seznam světového dědictví UNESCO pod společným označením Památky na starobylou Naru.

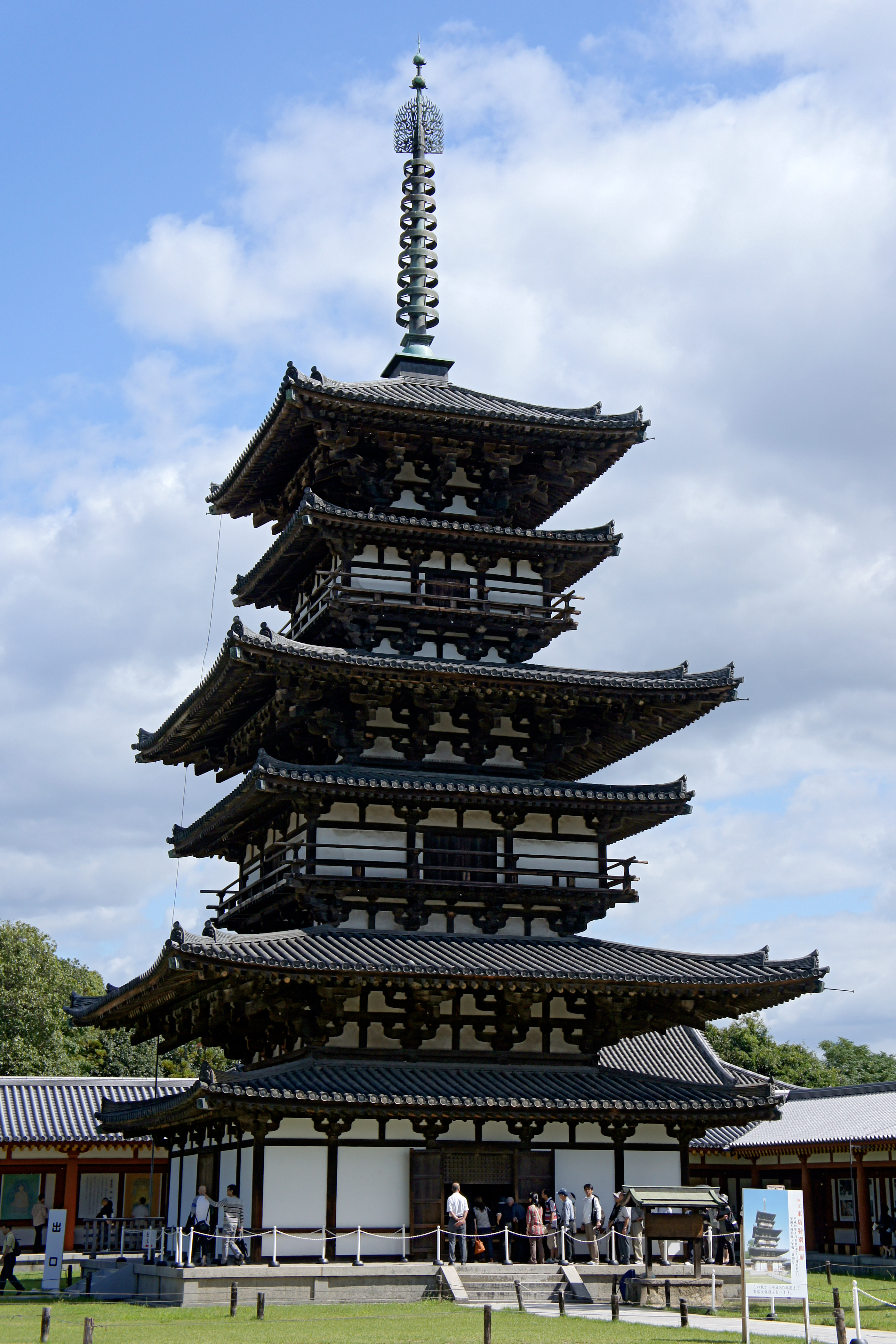
Východní pagoda (東塔, Tótó) v Jakušidži